# Cascades Bomburu
Les cascades Bomburu (en singalès, බෝඹුරු ඇල්ල; Bomburu Ella), també conegudes com a cascades Perawella, són una col·lecció d'unes 10 cascades situades a la reserva forestal Sita Eliya Kandapola, al secretariat divisional d'Uva-Paranagama (Sri Lanka). Es troben a prop de la frontera dels districtes de Nuwara Eliya i Badulla, a uns 15 km de la ciutat de Welimada.
La font de les cascades és un llac situat a les terres altes centrals de Sri Lanka. Reben l'aigua del segment superior del principal afluent del riu Uma, conegut com el riu Duulgala. Són les cascades més amples de Sri Lanka.
Per arribar a les cascades, s'ha de seguir la carretera de Welimada-Pussellawa (A5), sortit a l'encreuament amb la carretera Rendapola-Galahagama-Ambagasdowa, i continuar per la carretera Bomburuella fins a la parada de l'autobús. Des d'allí surt un camí que ascendeix i es converteix en una pista sinuosa d'aspecte lleugerament perillós, amb roques difícils i selva espessa.